# Philippe Leuckx
Œuvres principales
1. "Une ombreuse solitude" (1994)
2. "Comme une épaule d'ombres" (1996)
3. "Une espèce de tourment?" (1998)
4. "Rome rumeurs nomades" (2008)
5. "Selon le fleuve et la lumière" (2010)
6. "D'enfances" (2012)
7. "Quelques mains de poèmes" (2012)
8. "Lumière nomade" (2014)
9. "Carnets de Ranggen" (2015)

Philippe Leuckx, né à Havay (Hainaut) le 22 décembre 1955, est un professeur de français, d'histoire de l'art et de philosophie, écrivain, poète, critique littéraire belge .

## Biographie
Après des études de lettres et de philosophie à Namur et à Louvain, il a consacré son mémoire de licence à la sémiotique dans l’œuvre de Marcel Proust avant d'enseigner le français, l'histoire de l'art et la philosophie au Collège Saint-Vincent à Soignies.
Poète, critique, il collabore à plusieurs revues littéraires francophones (Belgique, France, Suisse, Luxembourg) et italiennes. Citons : La Cause Littéraire. 
Il a préfacé des plaquettes aux éditions Clapàs (ouvrages de Kiesel, Counard, Paul Roland), aux Éditions Le Coudrier (Anne Bonhomme, Claude Donnay, Pierre Dancot, Michel Bourçon, Pascal Feyaerts), M.E.O.(Arnaud Delcorte), Bleu d'encre (Philippe Colmant), Les Lieux Dits, coll. Cahiers du loup bleu (Pierre Maubé).
Il figure dans plusieurs anthologies de poésie belge (Espace Nord, Yves Namur, Gérald Purnelle).
En septembre 2024,  il est nommé conservateur du Musée Camille Lemonnier (Bruxelles).

## Membre des sociétés littéraires
- Association des écrivains belges de langue française (A.E.B.) Administrateur depuis 2014.
- Association royale des écrivains et artistes wallons (A.R.E.A.W.)
- Cercle de la Rotonde (Roose)
- Scam

## Œuvre

### Poésie

#### a) livres, plaquettes
- Une ombreuse solitude, 1994, L'arbre à paroles.
- Poèmes d'entre-nuits, 1995, Le Milieu du jour (F).
- Comme une épaule d'ombres, 1996, L'arbre à paroles.
- Le fraudeur de poèmes, 1996, Tétras Lyre.
- Et déjà mon regard remue la cendre, 1996, Clapàs. Préface de Philippe Mathy(F).
- Une sangle froide au cœur, 1997, L'arbre à paroles.
- Une espèce de tourment ?, 1998, L'arbre à paroles.
- Nous aurons, 1998, Clapàs. Préface de Marcel Hennart (F).
- Puisque Lisbonne s'écrit en mots de sang, 1998, Encres Vives (F).
- Un obscur remuement, 1999, La Bartavelle (F).
- Un bref séjour à Nad Privozem, 2000, Encres Vives (F).
- La main compte ses larmes, 2000, Clapàs. Préface de Frédéric Kiesel (F).
- Le fleuve et le chagrin, 2000, Tétras Lyre.
- Poèmes de la quiétude et du désœuvrement, 2000, L'arbre à paroles.
- La ville enfouie, 2001, Encres Vives (F).
- Celui qui souffre, 2001, Clapàs. Préface de Georges Cathalo (F).
- Poèmes pour, 2001, La Porte (F).
- Touché cœur, 2002, L'arbre à paroles.
- Sans l'armure des larmes, 2003, Tétras Lyre.
- Faubourg d'herbes flottantes, 2003, La Porte (F).
- Te voilà revenu, 2004, Les Pierres. Préface de Pierre Dailly.
- Rome cœur continu, 2004, La Porte (F).
- Errances dans un Bruxelles étrange, 2004, Encres Vives (F).
- La rue pavée, 2006, Le Coudrier. Présentation de Jean-Michel Aubevert.
- En écoutant Paolo Schettini, 2006, Encres Vives (F).
- Résonances (en collaboration), 2006, Memor.
- Photomancies (en collaboration), 2006, Le Coudrier.
- L'aile du matin, 2007, La Porte (F).
- Un dé de fatigue, 2007, Tétras Lyre.
- Étymologie du cœur, 2008, Encres Vives (F).
- Rome rumeurs nomades, 2008, Le Coudrier. Postface de Walter Geerts.
- Résistances aux guerres (en collaboration), 2008, CGAL.
- Périphéries, 2008, Encres Vives (F).
- Terre commune (en collaboration), 2009, L'arbre à paroles.
- Le cœur se hausse jusqu'au fruit, suivi de Intérieurs, 2010, Les  Déjeuners sur l'herbe.
- Le beau livre des visages, 2010, Bookleg no 67, Maelström.
- Selon le fleuve et la lumière, 2010, Le Coudrier.
- Passages,(en collaboration), 2010, L'arbre à paroles.
- Rome à la place de ton nom, 2011, Bleu d'encre.
- De l'autre côté, (en collaboration), 2011, L'arbre à paroles.
- Dans la maison wien, 2011, Encre Vives (F).
- D'enfances, 2012, Le Coudrier.
- Métissage, (en collaboration), 2012, L'arbre à paroles.
- Un piéton à Barcelone, 2012, Encres Vives (F).
- Au plus près, 2012, Ed. du Cygne (F).
- Déambulations romaines,(en collaboration),  2012, Ed. Didier Devillez.
- Quelques mains de poèmes, 2012, L'arbre à paroles.
- Dix fragments de terre commune, 2013, La Porte (F).
- Momento nudo, (en collaboration), 2013, L'arbre à paroles.
- D'où le poème surgit, 2014, La Porte (F).
- Lumière nomade, 2014, Ed. M.E.O.
- Carnets de Ranggen , 2015, Le Coudrier.
- L'imparfait nous mène, 2015, Bleu d'encre.
- Etranger, ose contempler, 2015, Encres Vives, coll. Lieu (F).
- Les ruelles montent vers la nuit, 2016, Ed. Henry, coll. La main aux poètes (F).
- D'obscures rumeurs, 2017, Ed. Petra, coll. Pierres écrites/ L'oiseau des runes (F).
- Ce long sillage du coeur, 2018, Ed. la tête à l'envers (F).
- Une chèvre ligure à Ischia, 2018, Encres Vives, coll. Lieu (F).
- Maisons habitées, 2018, Bleu d'encre.
- Le mendiant sans tain, 2019, Le Coudrier.
- Doigts tachés d'ombre, 2020, Editions du Cygne (F).
- Poèmes du chagrin, 2020, Le Coudrier.
- Solitude d'une sente, 2020, Les Chants de Jane n°24.
- Nuit close , 2021, Bleu d'encre.
- Prendre mot, 2021, Dancot-Pinchart
- Rien n'est perdu Tout est perdu, 2021, Les Lieux Dits (F).
- Le rouge-gorge, 2021, Ed. Henry, coll. La main aux poètes (F).
- Frères de mots, 2022, Le Coudrier, en collaboration avec Philippe Colmant.
- Ces mots ajustés au coeur, 2023, Ed. du Cygne, en collaboration avec Christophe Pineau-Thierry.
- Matière des soirs, 2023, Le Coudrier.
- Une rampe de lumière, 2023, Oxybia.
- Le traceur d'aube, 2023, Al Manar.
- Ce fragile chemin des choses, 2024, Bleu d'encre.
- Petites notes, 2025, Les Lieux Dits, coll. Cahiers du loup bleu.
- Par les escaliers anciens, 2025, Le Coudrier.
- Lumière des murs, 2025, Ed. du Cygne.

#### b) en revues
- Paume tournée vers le temps, janvier 1995, Arpa n°56 (F).
- Heure de fronde lente, 1997, Estuaires n°31 (L).
- Heure de fronde lente, printemps 1998, Ecriture n°51 (S).
- Heure de fronde lente, été 1998, Courant d'ombres n°5 (F).
- Le ramasseur d'ombres, 1998, Multiples n°55 (F).
- Quelques grelots de fête, février 1999, Sources n°22.
- Une paix trop friable, 2001, Pollen d'azur n°13.
- Dans l'ampleur heureuse, 2002, Pollen d'azur n°17.
- Une ombreuse solitude, frammenti, nov-déc. 2002, Issimo n°34 (Palermo), traduction en italien par Bruno Rombi.
- Nos demeures et nos mains, 2003, Pollen d'azur n°21.
- Poèmes, été 2004, Le Fram n°11.
- Les 16 élégies de ruine, 2004, Multiples n°64 (F).
- La ville enfouie, frammenti, mars-avril 2005, Issimo no 42, traduction en italien par  Bruno Rombi.
- Elégie du nomade, 2006, Bleu d'encre n°16.
- Heure proche, 2007, Bleu d'encre n°17.
- Rome nuit close, automne 2007, Traversées no 48.
- Un cœur nomade, extraits, septembre 2009, Autre Sud no 46.
- Piéton de Rome, frammenti, octobre 2010, Issimo no 67, traduction en italien par Bruno Rombi.

### Critique
- Jacques Vandenschrick,1998,  Service du Livre Luxembourgeois.
- Mimy Kinet, 2000, Service du Livre Luxembourgeois.
- Michel Lambiotte, 2001, Service du Livre Luxembourgeois.
- Claude Donnay, 2002, Service du Livre Luxembourgeois.
- Sallenave : une mémorialiste des vies ordinaires, décembre 2002, Francophonie Vivante n°4.
- André Romus, 2003, Service du Livre Luxembourgeois.
- Paul Roland, 2003, Service du Livre Luxembourgeois.
- Retour à Léautaud?, extraits de Journal de dilection,  mars 2004, Francophonie Vivante n°3.
- Anne Bonhomme, 2004, Service du Livre Luxembourgeois.
- Frédéric Kiesel : La recherche du mot juste, juillet 2004, La Revue Générale n°6-7.
- Ecrire est égal au sang qui manque in Dominique Grandmont, septembre 2005, Autre Sud n°30 (F).
- Echelle I de Dominique Grandmont, mars 2006, Francophonie Vivante n°1.
- Relire Curvers : Tempo di Roma, juin 2006, Francophonie Vivante n°2.
- Philippe Besson chez nous, septembre 2007, Francophonie Vivante n°3.
- Hubert Mingarelli ou le traité de tendresse, mars 2008, Francophonie Vivante n°1.
- Bertrand Visage et l'atmosphère du Sud, mars-avril 2008, Reflets Wallonie-Bruxelles.
- Rose-Marie François et ses Carnets de voyage, septembre 2008, Francophonie Vivante n°3.
- Annie Ernaux. Les Années, octobre 2008, La Revue générale n°10.
- Petit abécédaire. De Belamri à Zrika : huit auteurs entre langue et filiation. Assia Djebar, Tahar Ben Jelloun, Mohamed Choukri, Abdellah Taia, Wassyla Tamzali, Rabah Belamri, Rachid Mimouni, Abdallah Zrika, décembre 2011, Francophonie Vivante n°4.
- Pavese ou le métier de lire le monde-poème, février 2018, Rumeurs n°4.
- Le cœur même des victimes, étude sur Simenon, Cahiers Simenon n°31, février 2019, pp.50-56.
- Les entrelus de Philippe Leuckx, Aux hautes marges, Le Coudrier, 2021.

### Narration
- Célina D, 1er trimestre 2004, Le Spantole no 335.
- Proses romaines, 2005, Pollen d'azur n°25.
- Variations oulipiennes sur les trois glorieuses, 2007, Français 2000.
- Rendez-vous en Sardaigne, hiver 2007, Bleu d'encre n°18.
- Difficile de quitter Rome, 2e trimestre 2008, Le Spantole n°352.

## Prix et bourses
- Bourse d'écriture 1994 de la Communauté française
- Prix Pyramide 2000 de la Province de Liège
- Bourse de résidence d'écrivain à l'Academia Belgica de Rome en 2003, 2005, 2007
- Prix Emma-Martin 2011 de poésie pour Selon le fleuve et la lumière, décerné par l'Association des écrivains belges de langue française.
- Prix Gros Sel 2012 - Prix du jury pour Au plus près.
- Prix Robert Goffin 2014 pour Lumière nomade (Ed. M.E.O).
- Prix Maurice et Gisèle Gauchez-Philippot 2015 pour Lumière nomade (Ed. M.E.O).
- Prix Charles Plisnier 2018 pour L'imparfait nous mène (Ed. Bleu d'encre).
- Prix François-Coppée 2024 de l'Académie française pour Le Traceur d'aube[4]

## À consulter
- Dossier L Philippe Leuckx par Frédéric Kiesel[5]
- Article de Frédéric Kiesel dans La revue générale, intitulé Philippe Leuckx : de la simplicité en poésie [6]
- Article de Mélanie Godin, à propos de Rome rumeurs nomades dans Le Carnet et les Instants n°153, intitulé Ce qui se cache au fond de Rome[7]
- Article d'André Romus, relatif à Une espèce de tourment? dans Le Journal des poètes [8]
- Article de Paul Roland dans Rétro-Viseur, intitulé Entre l'ombre et la lumière [9]
- Article de Luc Norin, à propos de Rome rumeurs nomades, dans La Libre Belgique; intitulé Les lieux de découverte [10]
- Entretien radiophonique avec Mélanie Godin (Poésie à l'écoute, émission n°11 du mercredi 3 février 2010) sur radiopanik 105,4  Bruxelles